# حارة عمر بن الخطاب (ذمار)
حارة عمر بن الخطاب هي إحدى حارات مدينة ذمار التابعة لمحافظة ذمار، بلغ تعداد سكانها 4,110 نسمة حسب تعداد اليمن لعام 2004.